# Den Oever (Hollande-Septentrionale)
Den Oever est un village situé dans la commune néerlandaise de Hollands Kroon, dans la province de la Hollande-Septentrionale aux Pays-Bas.
Den Oever est situé à l'extrémité ouest de l'Afsluitdijk et possède, outre un port de pêche, un complexe qui inclut la Stevinsluizen (« écluse Stevin ») et trois séries de cinq vannes permettant d'évacuer l'eau de l'IJsselmeer vers la mer des Wadden.